# 32113 Mikeowen
32113 Mikeowen è un asteroide della fascia principale. Scoperto nel 2000, presenta un'orbita caratterizzata da un semiasse maggiore pari a 3,017787 UA e da un'eccentricità di 0,106985, inclinata di 9,350912° rispetto all'eclittica. Ha un diametro di 5,766 km.